# Leuchtturm Westermarkelsdorf
Der Leuchtturm Westermarkelsdorf, manchmal auch als Leuchtfeuer am Hakenorth bezeichnet, ist ein denkmalgeschützter Leuchtturm auf der Insel Fehmarn im
Kreis Ostholstein im deutschen Bundesland Schleswig-Holstein. Er steht an der Nordwestecke der Insel und weist als Orientierungs- und Warnfeuer den Weg in den Fehmarnbelt. Der alte Leuchtturm wurde am 7. Juli 2021 durch einen neuen Turm ersetzt. Der alte Turm ist weiter vorhanden, nun jedoch ohne Funktion.

## Neuer Turm
Das Wasserstraßen- und Schifffahrtsamt Lübeck ließ einen Neubau errichten, da der alte Leuchtturm nicht mehr den Anforderungen entsprach. Dieser wurde im Herbst 2020 im Abstand von 29,5 m nordöstlich des alten Leuchtturmes aufgestellt. Der weiße Turm hat ein rotes Laternenhaus und darüber ein weißes Betriebsgeschoss mit Radarantenne über dem Dach. Die Gesamthöhe beträgt 23,83 m, die Feuerhöhe liegt bei 16,5 Meter über mittlerem Wasserstand. Die Nenntragweite des Feuers in den weißen Sektoren liegt bei 17 Seemeilen, in den roten Sektoren bei 13 Seemeilen. In den drei inneren der fünf Sektoren des Leuchtfeuers befinden sich fünf Abschattungen.
Der neue Turm wurde am 7. Juli 2021 vom Wasserstraßen- und Schifffahrtsamt Ostsee in Betrieb genommen.

## Nautik
Das Leuchtfeuer Westermarkelsdorf gehört in den Verantwortungsbereich des WSA Ostsee und wird von der Verkehrszentrale in Travemünde fernüberwacht. Durch eine Umlaufblende wird die Kennung Blk. 10 s = 2,5 s + (7,5) s erzeugt.

## Alter Turm
Der alte Leuchtturm ist achteckig und wurde aus Backsteinmauerwerk errichtet. Das Wohnhaus für den Leuchtturmwärter ist direkt angebaut und wie der Turm dunkelbeige gestrichen. Der ursprünglich gut zehn Meter hohe Turm wurde 1902 auf 17,7 Meter aufgestockt.
Im Umfeld und im Leuchtturm selbst befindet sich eine Messstation des Deutschen Wetterdienstes (Messstation Westermarkelsdorf).

### Technik
Die Lichtquelle war zunächst eine zweidochtige Petroleumlampe, die 1922 durch einen Benzol-Glühlichtbrenner ersetzt wurde. Seit 1924 wird das Leuchtfeuer elektrisch betrieben.
Der Turm war bis zur Außerbetriebnahme mit der ursprünglichen Gürteloptik, Brennweite 250 Millimeter, aus dem Jahr 1924 ausgestattet. Ab 1999 wurde eine HQI-T-400-W-Halogen-Metalldampflampe eingesetzt, die eine Helligkeit von 33104 Candela erzeugte. Bei Netzausfall steht ein Notstromaggregat zur Verfügung.

## Ostseestöpsel

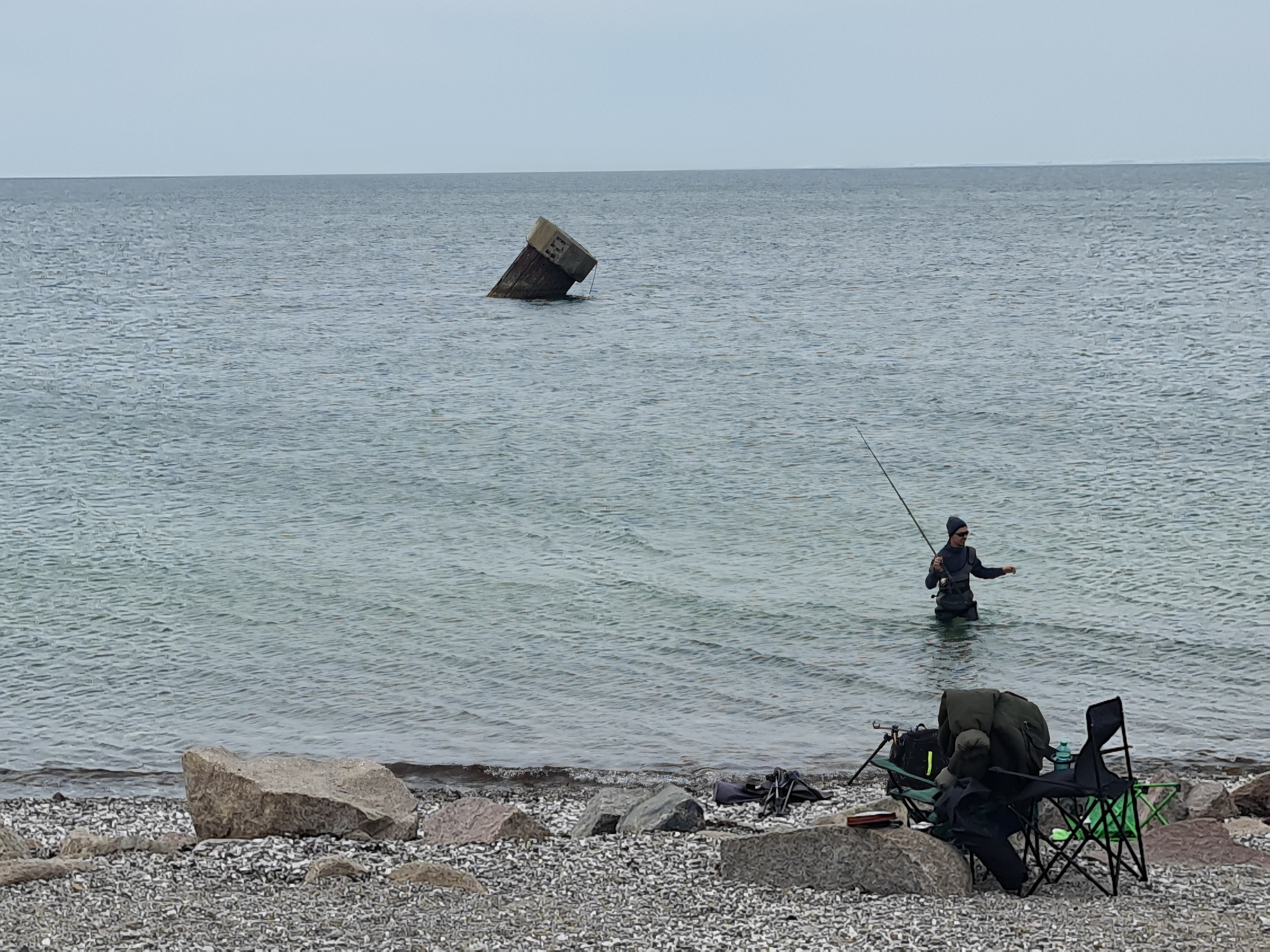
Der "Ostseestöpsel" am Strand von Westermarkelsdorf

Rund 950 Meter südwestlich des Leuchtfeuers befindet sich 90 Meter vom Strand entfernt der sogenannte Ostseestöpsel, ein schiefer Stahldalben mit einem 10-kantigen Betonkranz (Koordinaten: 54° 31′ 26,6″ N, 11° 2′ 39,6″ O). Auf diesem Dalben war von 1935 bis 1942 ein Pegel mit einer Warnleuchte montiert, deren Stromversorgung vom Leuchtturm Westermarkelsdorf aus erfolgte.
Sie wurde als Sicherheitsmaßnahme errichtet, nachdem Schiffe vor Westermarkelsdorf trotz des bestehenden Leuchtfeuers und des Feuerschiffs Fehmarnbelt auf eine Sandbank gelaufen waren. Der vier Meter tief im Meeresgrund verankerte Dalben wurde im Winter 1942 durch Packeis zur Seite gedrückt und danach außer Betrieb genommen.
Wegen der Ähnlichkeit mit einem Badewannenstöpsel wird er seitdem im Volksmund „Ostseestöpsel“ genannt. Der Fehmaraner Legende zur Folge, die man besonders Kindern gern 
erzählt, würde das Ostseewasser im Abfluss verschwinden wie in einer Badewanne, wenn man ihn hinauszöge.